# Sacyr
Sacyr (fins a 2013 anomenada Sacyr Vallehermoso) (BMAD SYV) és una empresa espanyola dedicada a la construcció, gestió d'infraestructures i al sector immobiliari. Després de la fusió de les dues companyies en 2003, el seu Consell d'Administració va quedar format per 17 membres, entre ells Juan Abelló, José Ramón Calderón, Demetrio Carceller, José María Cuevas i Pedro Gamero del Castillo.
El baró Georges Jacobs, nou en el consell, és president de la Federació d'Empresaris Europeus i president de UCB i de la Càmera Americana de Comerç a Bèlgica.
Les empreses més representatives del grup són Sacyr, Itinere Infrastructuras, Vallehermoso, Valoriza, Testa, Somague, Sadit, Sufi, Cafestore, Scrinser i Cavosa.